# Гораускас, Радвилас
Радвилас Касимирас Грокала Гораускас (лит. Radvilas Kasimiras Grokala Gorauskas; 3 февраля 1941, Казлу-Руда, Казлу-Рудская волость — 1983) — бразильский баскетболист, лёгкий форвард. Участник летних Олимпийских игр 1972 года, чемпион Южной Америки 1968 года.

## Биография
Радвилас Гораускас родился 3 февраля 1941 года в посёлке Казлу-Руда Литовской ССР (сейчас город в Литве).
В 1947 году вместе с семьёй эмигрировал в Бразилию и поселился в Сан-Паулу.
Играл в баскетбол за бразильские «Сириу» и «Палмейрас» из Сан-Паулу.
В 1963 году в составе студенческой сборной Бразилии завоевал золотую медаль баскетбольного турнира летней Универсиады в Порту-Алегри.
В 1968 году в составе сборной Бразилии завоевал золотую медаль чемпионата Южной Америки в Асунсьоне.
В 1972 году вошёл в состав сборной Бразилии по баскетболу на летних Олимпийских играх в Мюнхене, занявшей 7-е место. Играл на позиции лёгкого форварда, провёл 2 матча, набрал 17 очков (10 в матче со сборной Египта, 7 — с Японией).
После окончания игровой карьеры изучал машиностроение. Продолжал выступать в ветеранских соревнованиях.
Умер в 1983 году от сахарного диабета.